# Council for International Organizations of Medical Sciences
Il Council for International Organizations of Medical Sciences (CIOMS) è una organizzazione non profit, internazionale, non governativa creata congiuntamente dalla Organizzazione mondiale della sanità e dall'UNESCO nel 1949.
Il CIOMS è al servizio degli interessi scientifici della comunità internazionale biomedica in generale ed è stata parte attiva, tra le altre attività, nel promulgare le linee guida per una condotta etica nella ricerca.
Nel 1993 il CIOMS ha promulgato alcune linee guida (International Ethical Guidelines for Biomedical Research Involving Human Subjects.
Queste 15 linee guida includono il consenso informato, gli standard per le reviews esterne, il reclutamento dei partecipanti. Le linee guida sono istruzioni generali e principi della ricerca biomedica etica.